# Pöllä (ö i Satakunta, Raumo, lat 61,25, long 21,38)
Pöllä är en ö i Finland. Den ligger i Bottenhavet och i kommunen Euraåminne i den ekonomiska regionen  Raumo ekonomiska region i landskapet Satakunta, i den sydvästra delen av landet. Ön ligger omkring 34 kilometer sydväst om Björneborg och omkring 230 kilometer nordväst om Helsingfors.
Öns area är 2,9 hektar och dess största längd är 320 meter i sydöst-nordvästlig riktning.